# 체인지 그라운드
체인지 그라운드는 2015년 9월 15일 페이스북 페이지로 시작해 법인으로 전환하였으며 2020년 현재 15명 정도의 임직원을 가진 광고대행사이자 미디어이다. 페이스북, 유튜브, 네이버, 카카오, 인스타그램 등 주요 소셜플랫폼에서 30여개가 넘는 채널을 운영하고 있으며 300만명이 넘는 팔로워를 가지고 있다. 현 대표인 이웅구가 시작하였고 후에 (현 의장인) 신영준, 고영성이 합류하였다. 이들의 수익모델은 네가지정도로 볼 수 있다.
첫 번째는 일회성 광고수익으로 출판사들의 책광고를 카드뉴스나 동영상 형태로 만들어 300만팔로워를 가진 자사의 SNS채널에 게시하여 얻는 것이다. 두 번째는 출판사인 로크미디어 단행본 마케팅과 홍보 전체를 장기적으로 대행하며 얻는 수익이다. 세 번째는 대교그룹 사회공헌사업인 빡독을 운영하며 받는 운영비이며, 네 번째는 페이스북과 유튜브 등에서 콘텐츠를 게시하고 얻는 광고수익이다. 이들은 2017년 예비사회적기업에 지정되며 사회공헌을 사업전면에 내세우며 '나를 바꾸고 세상을 바꾸는 이야기', '함께 성장합니다'와 같은 캐치프레이즈로 선한 영향을 끼치는 기업으로 다가서게 된다.
그러나 대중들에게 선한 영향을 미치는 자기계발 채널로 자리매김 된 사업모델은 문제를 노출하기 시작했다. 예비사회적기업은 '사회적기업'이란 용어를 사용할 수가 없음에도 (사회적기업육성법 제 19조 위반) 이를 지속적으로 홍보에 사용하다 고용노동부에 과태료를 거듭 부과받았다.  또한 경제적 대가를 받고 제작한 카드뉴스에 광고표시를 하지 않고 자기계발 콘텐츠인 것처럼 소비자를 기만하여 대중의 항의와 공정위 시정권고 끝에 1만여개에 이르는 게시물을 삭제하고 광고표시를 하기 시작했다. 그러나 아직도 대다수의 콘텐츠에 대해 공정위가 조사중이다. 2020년 여름, 대교사회공헌사업이 진행하는 독서모임 씽큐베이션에서 그들이 기획한 로크미디어 책을 선정하여 구설수에 오르자 대교의 후원을 끊고 로크미디어의 영리사업을 선언한다. 체인지 그라운드 의장인 신영준, 고영성이 공동집필한 완벽한 공부법과 일취월장은 표절논란에 휩싸이며 언론보도가 이어졌고이 때문에 이들의 전작인 빅보카와 다른 단행본들에 대한 검증이 이어져 표절논란이 가속화되었다.

## 주요이슈
- 사회적기업 사칭 - 사회적기업이 아님에도 이를 사칭하여 독자들을 기만[5]
- 표절 - 빅보카/완공/일취월장 등 공동저술한 책과 고영성의 이전 단행본 등[6][7]
- 체인마케팅 - 씽큐베이션 참가자들을 이용한 서평마케팅[8][9]
- 표시광고법 위반 - 대가성 광고임을 표시하지 않은 뒷광고 문제[10][11]
- 태도 - 욕설강연/소송협박/막말/협박 등 태도에 대한 자잘한 이슈모음[12]
- 로크미디어 허위 연구소운영 - 허위 연구소신고로 탈세[13]
- 부실 콘텐츠 - 무단도용/돌려막기/불펌
- 소송 - 댓글공방에 대한 명예훼손 소송 등 모음[14]
- 출간도서의 부실한 번역/퇴고 - 수많은 부실번역과 오타사례[15]
- 불법 스팸메일 발송 - 출판사 관계자들에 대한 무단 주소수집 및 스팸발송 신고[16]
- 콘텐츠 저작권 - 디즈니 등 영화나 방송 콘텐츠 무단사용

## 사회적기업 사칭
체인지 그라운드는 2017년 예비사회적기업으로 지정되었다. 지정기간은 2017.6.14~2020.4.20. 예비사회적기업은 사회적기업육성법 제 19조 <유사명칭의 사용금지>에 따라 '사회적기업'이라는 명칭을 사용할 수 없다. 이를 어길 경우 제 23조 <과태료>에 의거 500만원 이하의 과태료가 부과된다.  예비사회적기업 지정이후 체인지 그라운드는 이를 적극적으로 이용하며 대중에게 착한기업으로 이미지 메이킹한다. 의장인 신영준, 고영성이 공동집필한 <일취월장>의 책소개 부분에서 '사회적기업 체인지 그라운드'라는 용어를 사용하였고 이후 출간된 <뼈있는 아무말 대잔치>에서도 언급되었다. 신영준의 세바시 강연에서도 '사회적기업'을 언급하였다. 하이라이트는 이들의 회사로고 위에 사회적기업(Social Enterprise)를 의미하는 'SE'마크를 트레이드 마크처럼 붙여놓은 것이었다. 이들은 온라인 서점의 작가소개, 명함, 각종 게시물 등에도 '사회적기업'이란 명칭을 전방위적으로 사용하여 대중들에게 어필하였다.  신영준은 2017.4.24일 자신의 페이스북 타임라인에서 '예비사회적 기업도 사회적기업'이라 부른다며 이를 합리화했다.
'성남시사회적경제지원센터'에 예비사회적기업의 사회적기업 명칭 사용에 대해 질의하자 담당자는 이메일을 통해 명확하게 꼭 '예비사회적기업'이라 써야하며 그렇지 않은 경우 타인의 신고로 과태료를 낼 수 있다고 답변했다. 대중들은 체인지 그라운드에 이 문제에 대해 항의했지만 신영준 의장은 '문제가 되면 뭐 과태료 내면 되지 않겠는가?'로 답변했다.  이에 실망한 대중들은 2019년 9월 고용노동부에 신고를 했고 2019.9.27 행정처분이 내려졌다.  사회적기업육성법 제19조 위반으로 과태료 500만원이 부과되었고 명칭사용에 대한 개선요구 공문이 체인지 그라운드에 발송되었고 2019.10.15 과태료를 납부한다.
이후 명칭사용에 대한 개선약속이 지켜지지 않아 다시 신고되었고 2020. 1.14일 두 번째 과태료가 부과되고 '사회적기업' 명칭사용에 대한 개선요구가 발송되었다.  체인지그라운드는 이 행정처분에 반발하여 이의를 제기하였으며 현재까지 진행 중이다.

## 표절논란
2019년 4월말 소위 '넷드링킹 사건'이 발생하며 체인지 그라운드 신영준 의장에게로 시선이 집중되었다. 이 논란의 중심엔 그가 고영성과 공동 집필한 책 <일취월장>이 짜깁기 책이라는 비판이 있었기에 네티즌들은 진위여부를 검증하기 시작했고 그 결과 많은 부분에서 그것이 사실이라는 것이 밝혀졌다.
<일취월장> 3장 '선택'(150p~219p)은 69페이지 분량인데 책엔 84번부터 115번까지 32개의 인용표시가 꼼꼼하게 표시 되어있다. 84번은 <자신있게 결정하라>, 85,86,87번은 '헤럴드경제'기사에서 인용하였다고 나왔지만 조사결과 84번은 고영성이 이전에 저술한 <명저, 비즈니스에 답하다>, 85~87번은 고영성, 신영준이 같은해에 출간한 <완벽한 공부법>에서 문장 수정없이 그대로 자기표절한 것으로 드러났다.
여기에 그치지 않고 인용표시와 다르게 이 장에서만 16군데에 걸쳐 저자들이 이전에 펴낸 책의 내용을 문장그대로 가져와 자기표절한 것이 드러났으며 그 분량이 3장 '선택'전체의 1/3을 넘는 30여 페이지에 달했다. 그런데 나머지 2/3의 내용도 인용한 책에서 너무 많은 부분을 그대로 가져와 자신들이 직접 쓴 본문의 내용은 15%도 되지 않았다. 더욱 심각한 것은 3장 '선택'의 내용이 <자신있게 결정하라>의 4단계 의사결정 프로세스를 기반으로 쓰여졌으나 미약한 근거를 바탕으로 5단계로 변형 되었다는 것이다.
5장 '전략'의 소챕터 '리마커블'(310p~336p) 역시 내용의 절반이상이 인용표시가 잘못된 자기표절로 밝혀졌고 근거가 누락된 곳도 3군데가 있었다. 자신들이 직접 문장을 쓴 분량은 10%에 미치지 못했다.
<일취월장>이 표절과 짜깁기 책이라는 사실이 밝혀지자 신영준, 고영성이 이전에 쓴 책들까지 모두 의심을 받게 되었는데 고영성이 2010년부터 10여년간 단독으로 쓴 책 8권 <지금 당장 경제기사 공부하라>, <경제를 읽는 기술 HIT>, <누구나 처음엔 걷지도 못했다>, <고영성의 뒤죽박죽 경영상식>, <명저 비즈니스에 답하다>, <어떻게 읽을 것인가>, <부모공부>, <낭독혁명>은 <일취월장>과 같은 과다인용, 자기표절, 출처부재 사례가 속속 발견되고 있다.
2017년 1월 신영준, 고영성이 공동으로 집필해 베스트셀러에 오른 <완벽한 공부법> 역시 비슷한 패턴을 보이며 독자와 대중의 질타를 받았다.
2016년 출간되어 베스트셀러에 오른 신영준의 <BICVOCA>는 2015년 출간된 <빅데이타 단어장>의 개정판 형식으로 저자 자신이 11억개의 빅데이터중 8천개의 단어를 빈도순으로 뽑아낸 것처럼 주장하며 센세이션을 일으켰지만 조사결과 이미 인터넷에 무료로 공개된 Wiktionary의 2만개 단어세트를 그대로 이용한 것으로 드러났다. Wiktionary의 단어세트는 구텐베르그 프로젝트의 결과물에서 이미 빈도별로 뽑아내 완성시킨 세트로 신영준은 여기에서 고유명사와 과거형 등만 제외하고 순서까지 완벽하게 일치하는 단어세트를 그대로 <빅데이타 단어장>으로 만든 것이었다.
<빅데이타 단어장>엔 뜻풀이 조차 없었는데 여기에 뜻풀이를 달고 구글의 엔그램뷰어를 이용해 빈도순서를 조정하여 낸 것이 <BICVOCA>였다. 그러나 <BICVOCA>는 네이버와 다음의 영어사전에서 뜻풀이를 그대로 베껴와 붙임으로써 논란을 가중시켰고 예문이 없는 것에 대해서도 비난받았다.

## 표시광고법 위반
체인지 그라운드는 2016년부터 본격적으로 출판사 로크미디어를 비롯한 100여개 출판사와 기업에게서 광고를 수주받아 자사가 운영하는 SNS채널에 카드뉴스, 혹은 동영상, 인터뷰 형태의 광고를 게시하여 왔다.  문제는 경제적 대가를 제공받은 광고이면서 표시를 하지 않고(일명 뒷광고)  자기계발 콘텐츠인 것처럼 수 년간 소비자를 기만하여 왔다는 점이다. 몇몇 소비자들이 이 사실을 감지하고 2019년 6월부터 '광고미표시'에 대해 항의하자 체인지 그라운드측은 자신들의 주요 채널에  '이미 잘 아시는 것처럼 저희 페이지는 PPL, 즉 간접광고를 포함합니다~'라는 내용으로 광고사실을 인정하고 이미 이전부터 광고인 것을 알려온 것처럼 공지하였다.  그러나 표시광고법의 추천보증 심사지침엔 '경제적대가'여부를 명확하게 표시하길 권장하고 있다.  소비자들은 이에 공정거래위원회에 표시광고법 위반으로 체인지 그라운드와 100여개 광고주를 신고하였고 공정위는 체인지 그라운드에 시정을 권고한다.
체인지 그라운드는 2020년초를 전후하여 페이스북 페이지와 네이버, 카카오, 유튜브 등에서 1만여개가 넘는 게시물을 삭제하였고 삭제하지 않은 게시물엔 일일이 'Sponsored by 광고주명' 을 붙이거나 그대로 방치하였다. 또한 2019년 8월부터 제작되는 카드뉴스 광고엔 '유료광고'란 문구를 포함하기 시작했다.  그러나 소비자들이 보기엔 'Sponsored'란 문구가 대가성있는 광고로 인식하기엔 미흡하다보고 민원을 통해 더 명확한 문구로 수정할 것을 지속적으로 요구해왔다.
2020년 8월, 유튜브를 중심으로 뒷광고 논란이 일어나며 유명 유튜버들이 뒷광고(표시광고법 위반)에 대해 사과하거나 채널을 스스로 폐쇄하는 사례가 늘어나면서 사회적 관심을 모으게 되었다. 때를 맞춰 공정위는 표시광고법 추천보증 심사지침을 전면적으로 강화하며 2020년 9월 1일부터 강화된 지침을 적용하기 시작했다.  이전부터 논란이 되었던 'Sponsored'라는 문구는 강화된 지침하에선 사용할 수 없게 되었으며 이외에도 잘못된 표시방법은 모두 수정해야 했다.  체인지 그라운드는 새로운 지침으로 인해 또 다시 1만여건의 게시물을 삭제하거나 수정해야 하지만 이 문제는 현재 공정위가 단순 민원에서 '사건'으로 격상시켜 조사를 진행 중이다.
체인지 그라운드의 표시광고법 위반에 대한 관심은 다음과 같은 수 많은 보도를 통해 확인할 수 있다.
- 유튜버 이어 출판계도 뒷광고 논란 (주간경향, 20.10.12)
- 인플루언서 뒷광고 논란, 북튜버는?... '김미경TV' '체인지그라운드' '책그림' (독서신문, 20.08.14)
- "검증 안 된 건강 서적이 베스트셀러" (비즈한국, 19.12.20)
- “이것은 광고인가 서평인가”... 체인지그라운드의 ‘브런치 글’ 논란 (독서신문, 19.11.19)
- 新출판권력 '유튜브셀러' (동아일보, 19.11.12)
- '돈'이 만든 베스트셀러 의혹 (독서신문, 19.10.29)
- 로크미디어와 체인지그라운드의 수상한 동행 (독서신문, 19.10.21)
- 베스트셀러 어뷰징 (매경, 19.09.21)
- 미디어가 키운 유명인들 ‘논란’ : 허술한 팩트체크에 언론이 당했다 (월간 신문과 방송, 19.09.10)
- '승률 100%' 베스트셀러의 비밀 (한겨레, 19.09.06)
- 유튜브가 뒤바꾸는 서점가 판도 (뉴스토마토, 19.09.06)
- 잘나가는 책은 유튜버셀러뿐이네 (매일경제, 19.07.28)